# Маруяма, Ходака
Ходака Маруяма (яп. 丸山穂高 Маруяма Ходака:, род. 18 декабря 1984, Сакаи, Япония) — японский государственный и политический деятель, член Палаты представителей Парламента Японии с 18 декабря 2012 года.
11 мая 2019 года, пьяным говоря об Южных Курильских островах, он сказал: «Вы думаете, что есть какая-то альтернатива войне?». В результате этого высказывания политик подвергся обширной критике в Японии и требованиям сложить с себя депутатские полномочия. Этот инцидент также привёл к исключению его из рядов Японской инновационной партии.